# Gerasimo (nome)
Gerasimo  è un nome proprio di persona italiano maschile.

## Varianti
- Femminili: Gerasima[2]

### Varianti in altre lingue
- Catalano: Geràsim[3]
- Bulgaro: Герасим (Gerasim)[4]
- Greco antico: Γεράσιμος (Gerasimos)[4][5]
- Latino: Gerasimus
- Macedone: Герасим (Gerasim)[4]
- Polacco: Gerazym
- Russo: Герасим (Gerasim)[4][5]
- Spagnolo: Gerásimo[3]
- Ungherese: Geraszim

## Origine e diffusione
Continua il nome greco Γεράσιμος (Gerasimos), basato sul termine γερας (geras, "vecchiaia", "onore"), con il significato di "vecchio", "anziano" e, in senso lato, "saggio", "degno di rispetto/onore" o "che rende onore"; dalla stessa radice derivano anche i nomi Geronzio e Calogero.
La diffusione del nome, degna di nota soprattutto nei paesi ortodossi, è dovuta perlopiù al culto di san Gerasimo. In italiano moderno è rarissimo; negli anni 1970 se ne contava appena una ventina di occorrenze, sparse al Nord e al Centro.

## Onomastico
L'onomastico si può festeggiare il 5 marzo in memoria di san Gerasimo, eremita lungo il Giordano; lo stesso giorno si ricorda anche un altro santo omonimo, san Gerasimo, asceta presso San Lorenzo in Calabria.

## Persone
- Gerasimo, santo palestinese

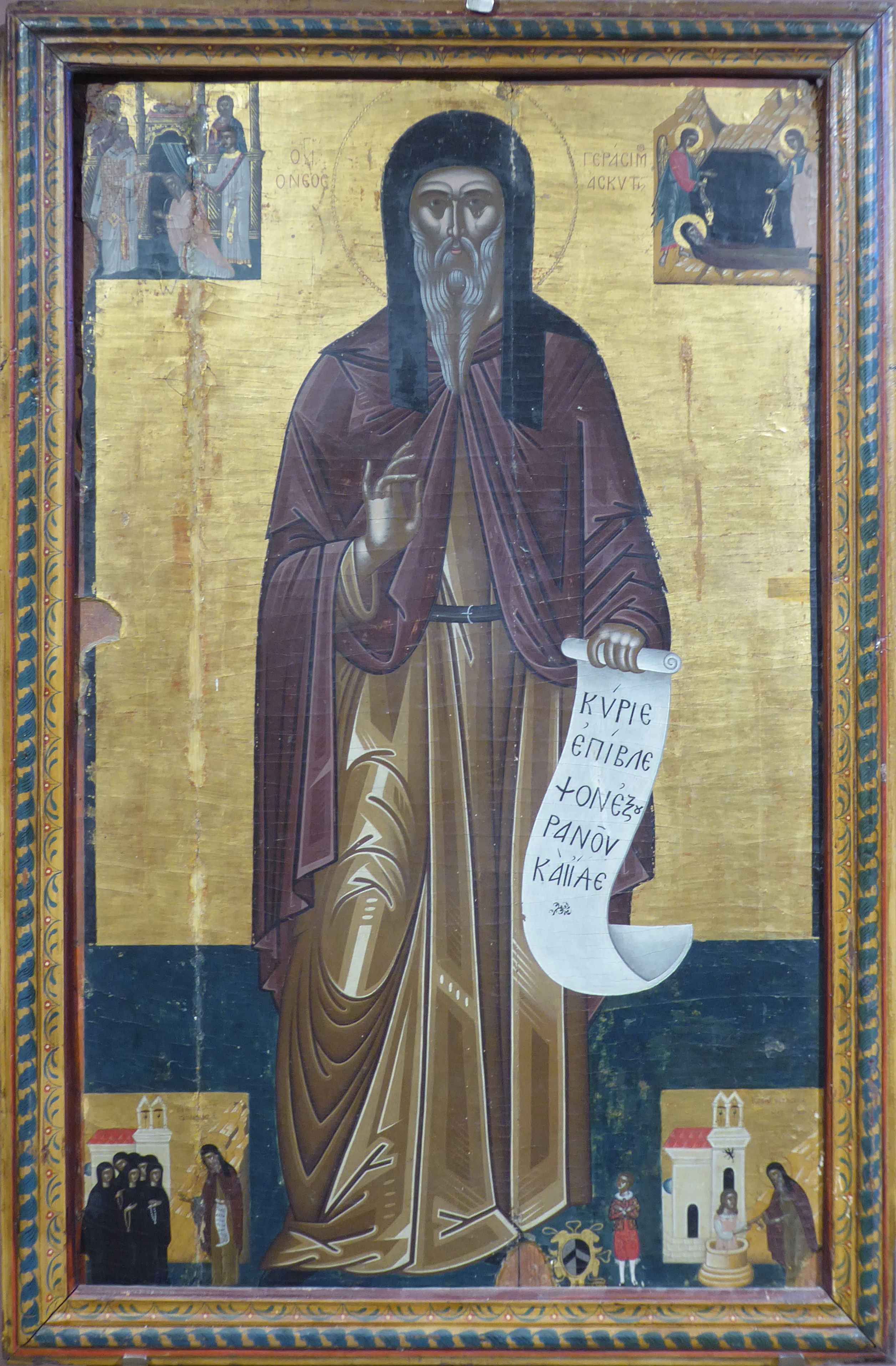
San Gerasimo

- Gerasimo I di Alessandria, arcivescovo ortodosso greco
- Gerasimo II di Alessandria, arcivescovo ortodosso greco
- Gerasimo III di Alessandria, arcivescovo ortodosso greco
- Gerasimo di Cefalonia, santo greco
- Gerasimo I di Costantinopoli, arcivescovo ortodosso bizantino
- Gerasimo II di Costantinopoli, arcivescovo ortodosso greco
- Gerasimo III di Costantinopoli, arcivescovo ortodosso greco
- Gerasimo di Gerusalemme, arcivescovo ortodosso greco
- Gerasimo di Kiev, metropolita ortodosso
- Gerasimo di San Lorenzo, santo italiano

### Variante Gerasimos
- Gerasimos Fylaktou, calciatore cipriota
- Gerasimos Mītoglou, calciatore greco
- Gerasimos Skiadaresīs, attore greco
- Gerasimos Voltyrakīs, pallanuotista e allenatore di pallanuoto greco

### Variante Gerasim
- Gerasim Dmitrievič Pileš, pittore, scultore e scrittore russo